# Талігіна (Оклахома)
Талігіна (англ. Talihina) — місто (англ. town) в США, в окрузі Лефлор штату Оклахома. Населення — 925 осіб (2020).

## Географія
Талігіна розташована за координатами 34°45′10″ пн. ш. 95°2′27″ зх. д. / 34.75278° пн. ш. 95.04083° зх. д. (34.752756, -95.040776).  За даними Бюро перепису населення США в 2010 році місто мало площу 1,98 км², уся площа — суходіл. В 2017 році площа становила 2,11 км², уся площа — суходіл.

## Демографія
Згідно з переписом 2010 року, у місті мешкало 1114 осіб у 434 домогосподарствах у складі 264 родин. Густота населення становила 563 особи/км².  Було 536 помешкань (271/км²).
Расовий склад населення:
| - 47,8 % — білих - 40,7 % — корінних американців - 1,9 % — чорних або афроамериканців - 0,1 % — азіатів |

До двох чи більше рас належало 9,4 %. Частка іспаномовних становила 2,8 % від усіх жителів.
За віковим діапазоном населення розподілялося таким чином: 25,9 % — особи молодші 18 років, 56,4 % — особи у віці 18—64 років, 17,7 % — особи у віці 65 років та старші. Медіана віку мешканця становила 40,0 року. На 100 осіб жіночої статі у місті припадало 84,4 чоловіків;  на 100 жінок у віці від 18 років та старших — 82,7 чоловіків також старших 18 років.
Середній дохід на одне домашнє господарство  становив 34 498 доларів США (медіана — 23 125), а середній дохід на одну сім'ю — 43 139 доларів (медіана — 35 313). Медіана доходів становила 27 125 доларів для чоловіків та 26 389 доларів для жінок. За межею бідності перебувало 32,5 % осіб, у тому числі 39,6 % дітей у віці до 18 років та 18,3 % осіб у віці 65 років та старших.
Цивільне працевлаштоване населення становило 322 особи. Основні галузі зайнятості: освіта, охорона здоров'я та соціальна допомога — 45,0 %, роздрібна торгівля — 14,9 %, будівництво — 9,0 %, публічна адміністрація — 7,1 %.